# Misselberg

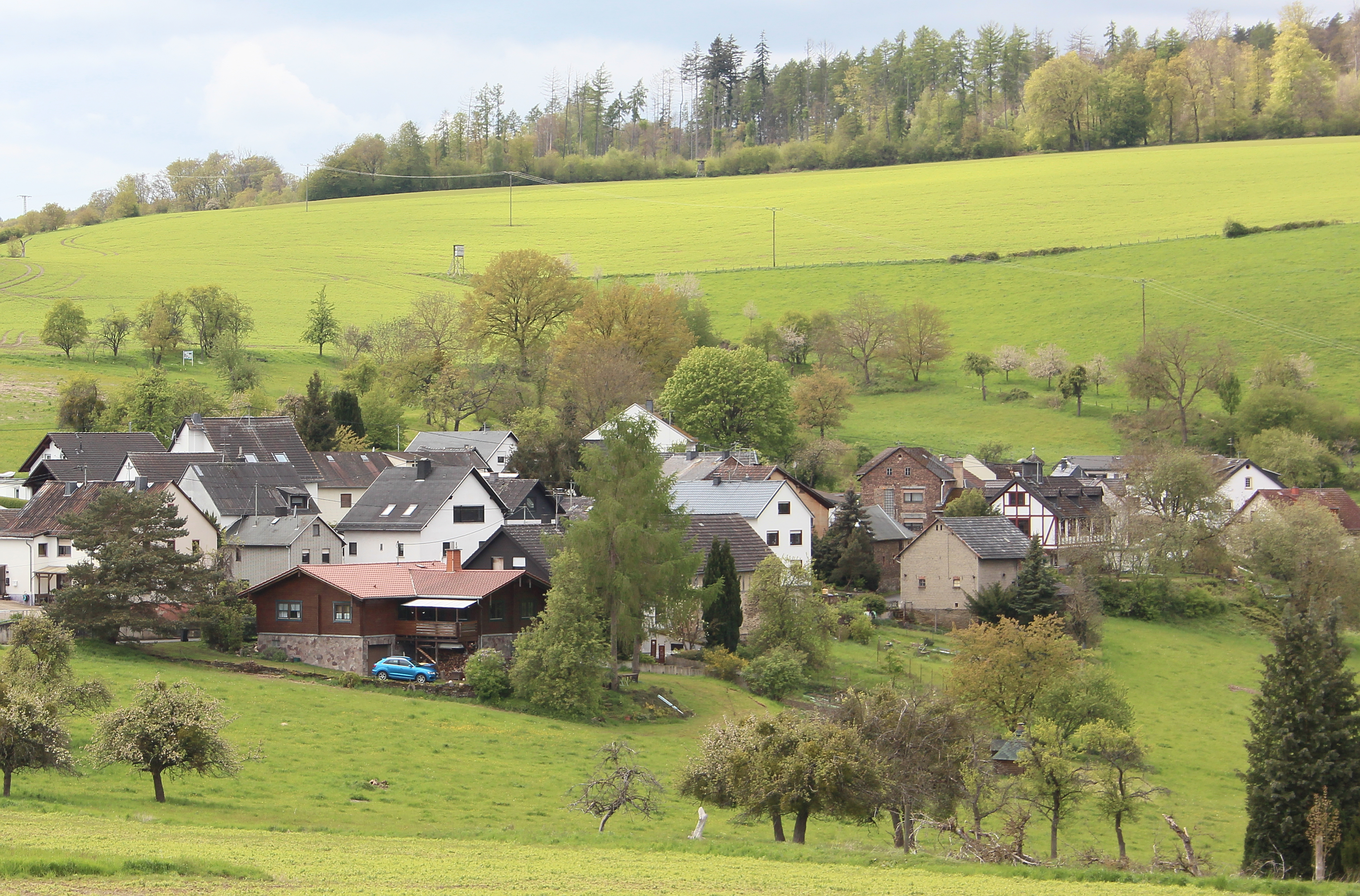
Ansicht von Misselberg

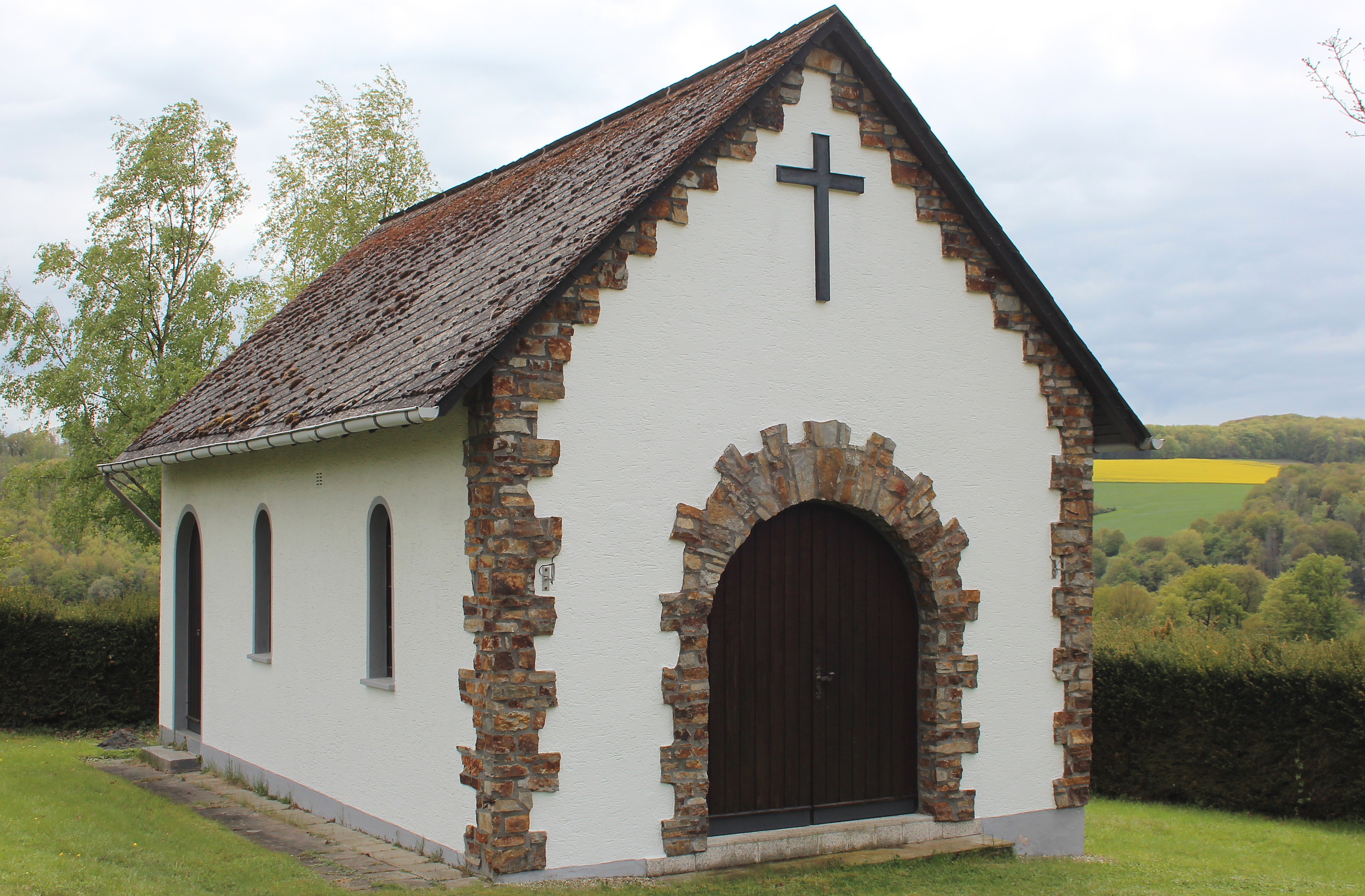
Friedhofskapelle

Misselberg ist ein oberhalb der Lahn gelegenes Dorf und eine Ortsgemeinde im Rhein-Lahn-Kreis in Rheinland-Pfalz, die der Verbandsgemeinde Bad Ems-Nassau angehört.

## Geographie
Misselberg liegt etwa 5 km südwestlich von Nassau rund 150 Höhenmeter oberhalb des tief eingeschnittenen Lahntals.

## Geschichte
Im Jahre 1361 wurde es erstmals urkundlich als  Mistelberg  erwähnt. Noch 1604 bestand der Ort aus einem Hof mit lediglich drei Häusern. Er gehörte bis 1821 zu Dienethal. Seit dem späten Mittelalter war Misselberg im Besitz des Dreiherrischen Amtes Nassau. Zum Ort gehört der historisch sehenswerte Hof Mauch in der Gemarkung Dausenau.
Die Einwohnerschaft entwickelte sich im 19. und 20. Jahrhundert wie folgt: 1843: 71 Einwohner, 1927: 102 Einwohner, 1964: 85 Einwohner.

## Politik

### Gemeinderat
Der Gemeinderat in Misselberg besteht aus sechs Ratsmitgliedern, die bei der Kommunalwahl am 9. Juni 2024 in einer Mehrheitswahl gewählt wurden, und dem ehrenamtlichen Ortsbürgermeister als Vorsitzendem.
In der Wahlperiode 2014–2019 war es im Jahr 2015 zu mehreren Rücktritten von Gemeinderatsmitgliedern gekommen, ohne dass deren Stellen neu besetzt werden konnten. Da der Gemeinderat im Laufe des Jahres die Mindestmitgliederzahl unterschritt, kam es am 8. November 2015 zu einer Neuwahl.

### Bürgermeister
Jean-Pascal Strefler wurde am 22. Juli 2024 Ortsbürgermeister von Misselberg. Da für die Direktwahl am 9. Juni 2024 kein gültiger Wahlvorschlag eingereicht wurde, oblag die Neuwahl des Bürgermeisters gemäß rheinland-pfälzischer Gemeindeordnung dem Rat, der sich auf seiner konstituierenden Sitzung für Jean-Pascal Strefler entschied.
Streflers Vorgänger Thomas Schulz war zuletzt bei der Direktwahl am 26. Mai 2019 mit einem Stimmenanteil von 81,63 % wiedergewählt worden und kandidierte bei der Wahl 2024 nicht erneut als Ortsbürgermeister.

### Wappen
Das Wappen, das die Gemeinde seit 1992 führt, nimmt einerseits Bezug auf die Misselblumen, andererseits auf die so genannte Knautheiche.

## Misselblumen
Unmittelbar am oberen Ortsrand von Misselberg findet sich ein Vorkommen einer Zwergform wilder Gelber Narzissen (Narcissus pseudonarcissus), die dort Misselblumen genannt werden. Am Ort ist auch die Bezeichnung Bangertsblumen geläufig, da sie in einer Obstwiese wachsen (Bangert: Baumgarten). Bestände wilder Narzissen sind in der Bundesrepublik äußerst selten und vorwiegend in der Eifel und im Hohen Venn zu finden. Das örtliche Vorkommen der Misselblumen ist als Naturdenkmal unter der Bezeichnung „Misselblumenwiese Misselberg“ seit dem 3. Mai 1994 geschützt. Schutzzweck ist „die Erhaltung des Pflanzenbestandes der Gelben Narzisse (Narcissus pseudonarcissus L.) in ihrer kulturhistorisch geprägten (natürlichen) Lebensgemeinschaft“. Die Misselblumen sind sehr auf die Bodenverhältnisse ihres Standortes angewiesen. Versuche, Misselblumen zu verpflanzen, und sei es nur in die umliegenden Gärten, sind regelmäßig gescheitert.
Die Misselblumen sind als Besonderheit bereits im 19. Jahrhundert bekannt. So besuchte am 24. April 1887 Kronprinz Friedrich Wilhelm, der Sohn von Kaiser Wilhelm I. und spätere Kaiser Friedrich III., mit seinen Töchtern Sophie und Margarethe den Ort Misselberg, um die blühenden Bestände der Misselblumen zu sehen. Im März/April ist sie noch heute ein touristischer Anziehungspunkt.

## Knautheiche
Eine der dicksten Traubeneichen Deutschlands steht 200 m südwestlich von Misselberg am Waldrand, im Gewann Hinter dem Ort. Die monumentale Eiche, ehemals als Naturdenkmal geschützt, ist nach einem Kurgast namens Knauth benannt. Dieser kaufte sie kurz vor dem Ersten Weltkrieg, zusammen mit zwei weiteren Kurgästen der benachbarten Kurstadt Nassau, um den Baum vor seiner Fällung als Nutzholz zu retten. Im November 2021 wurde das Naturdenkmal „Knautheiche“ aufgehoben. Auf Facebook erklärte die Kreisverwaltung zu der Entscheidung

„Die von der Unteren Naturschutzbehörde beauftragten Baumgutachter dokumentieren im Rahmen der Zustandskontrollen seit etwa 30 Jahren, dass die gesundheitliche Entwicklung der Eiche rückläufig ist und sich immer mehr Totholz in der Krone bildet. Die Sommertrockenheit in den vergangenen 2 Jahren hat diesen Sterbeprozess beschleunigt. Der überwiegende Teil der Krone ist bereits abgestorben und eine Regeneration auszuschließen.
Dies hat aus rechtlicher Sicht zur Folge, dass die Unterschutzstellung rückgängig zu machen ist, wenn der Anlass verloren gegangen ist. Da der in der RVO genannte Schutzzweck (iVm. dem Bundesnaturschutzgesetz) der Eigenart und Schönheit sowie der ‚Bereicherung des Landschaftsbildes‘ der Knautheiche nicht mehr existiert, wenn die erforderlichen Rückschnittmaßnahmen aus Gründen der Verkehrssicherheit durchgeführt werden, hat sich die Untere Naturschutzbehörde gezwungenermaßen zu diesem Schritt entschieden.“

Das Alter der noch sehr vitalen und in die Liste markanter und alter Baumexemplare in Deutschland eingetragenen Eiche wird auf ca. 350 Jahre geschätzt. In einer Höhe von etwa 3 m zweigen die ersten, schräg nach oben strebenden Starkäste vom Stamm ab und bilden eine mächtige Krone mit einem Durchmesser von 26 m. Nach Messung im Jahr 2014 hat der Baumveteran einen Brusthöhenumfang von 7,25 m. Seine Höhe beträgt 25 m.